# Gaspar (gemeente)
Gaspar is een gemeente in de Braziliaanse deelstaat Santa Catarina. De gemeente telt 55.489 inwoners (schatting 2009).

## Geboren
- Jaime Spengler (1960), geestelijke, aartsbisschop van Porto Alegre (sinds 2013) en kardinaal